# Magyarország állatvilága

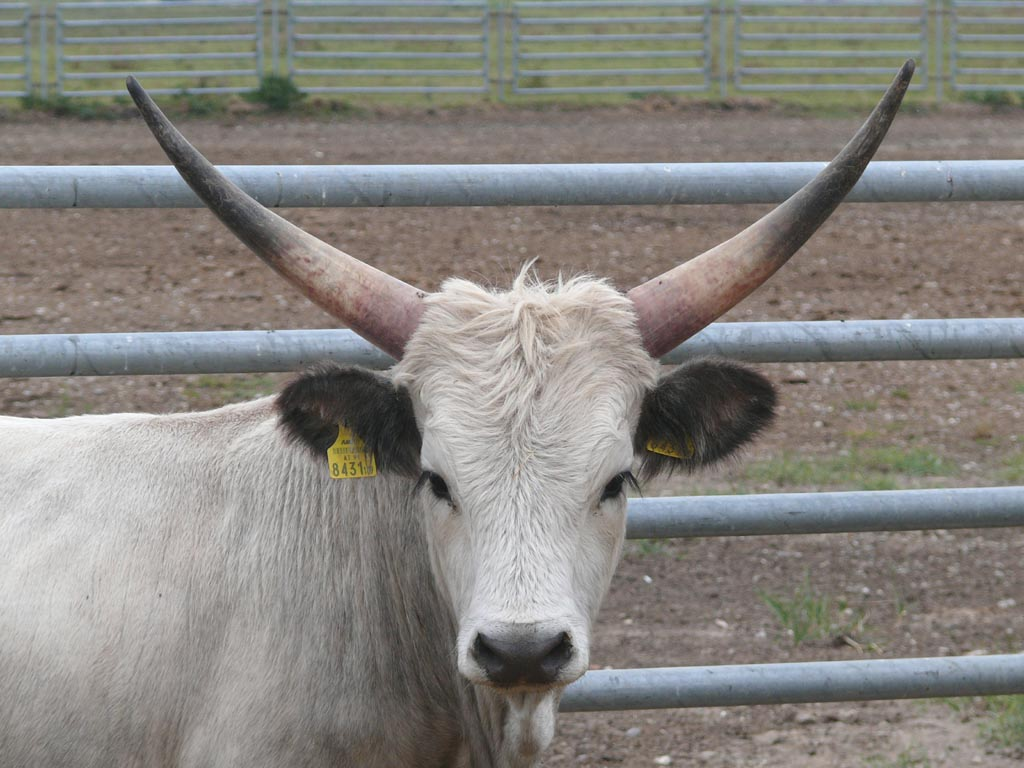
A magyar szürke szarvasmarha egy ősi magyar fajta

Magyarország állatvilága az egyik leggazdagabb Európában. Területe — miként az egész Kárpát-medence — a holarktikus faunaterület palearktikus faunatartományában, az euro-turáni faunavidéken van.

## Emlősök

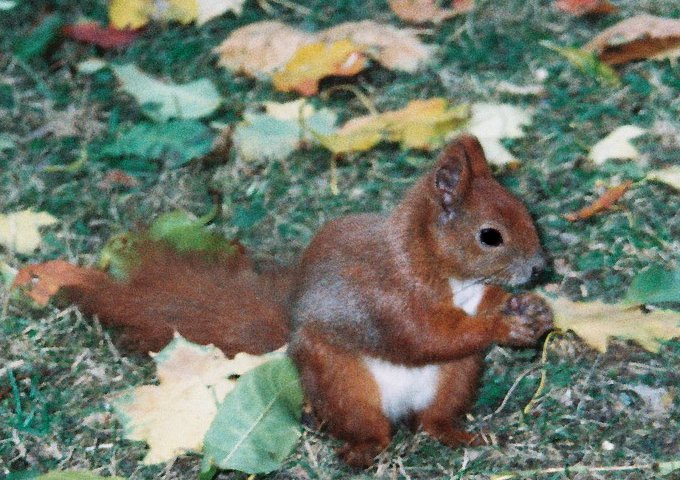
A közönséges erdeimókus (Sciurus vulgaris) egy elterjedt rágcsálófaj

A világ 4600 emlősfajából 88 fordul elő az országban. A keleti sün (Erinaceus roumanicus) az egyetlen itt is megtalálható sünféle, a tüskéi az állat védelmét szolgálják. 28 denevérfaj fordul elő, a denevérek az egyetlen repülni képes emlősállatok. 25 rágcsálófaj fordul elő a Kárpát-medencében. Nálunk az eurázsiai hód (Castor fiber) korábban kihalt, nemrég újratelepítették. Az aranysakál (Canis aureus) Európában, Ázsiában és Afrikában honos, előfordul a Dél-Alföldön is. A Toldiban szereplő „toportyánféreg” is ezt az állatot jelöli. Vannak újratelepült emlősfajok is, ilyenek az eurázsiai hiúz (Lynx lynx) és a szürke farkas (Canis lupus). Vannak nálunk betelepített emlősfajok (a következő három emlős prémállat) is, például a nutria (Myocastor coypus) ez a rágcsáló Dél-Amerika mérsékelt égövi részén őshonos, a nutria kétéltű életmódot folytat, a mosómedve (Procyon lotor), ez a banditaálarcos állat is nálunk betelepített faj, Észak- és Közép-Amerikában őshonos, a nyestkutya (Nyctereutes procyonoides) Kelet-Ázsiában őshonos. Az európai vidra (Lutra lutra) egy kétéltűéletmódot folytató menyétféle, fő táplálékai a halak. Az ország vadpatás állatai közé tartozik a gímszarvas (Cervus elaphus), a vaddisznó (Sus scrofa) és az európai őz (Capreolus capreolus), az őzgidák szeretetre méltó állatok, de simogatni nem szabad, mert vadállatok és a gida anyja megérzi a gidáján az emberszagot és sorsára hagyja a gidát.
Már farkasok is élnek Magyarország területén, Borsod megyében, de nem valószínű, hogy valaki szembetalálja magát egy példánnyal. Számuk kb. 10 egyed.

## Madarak

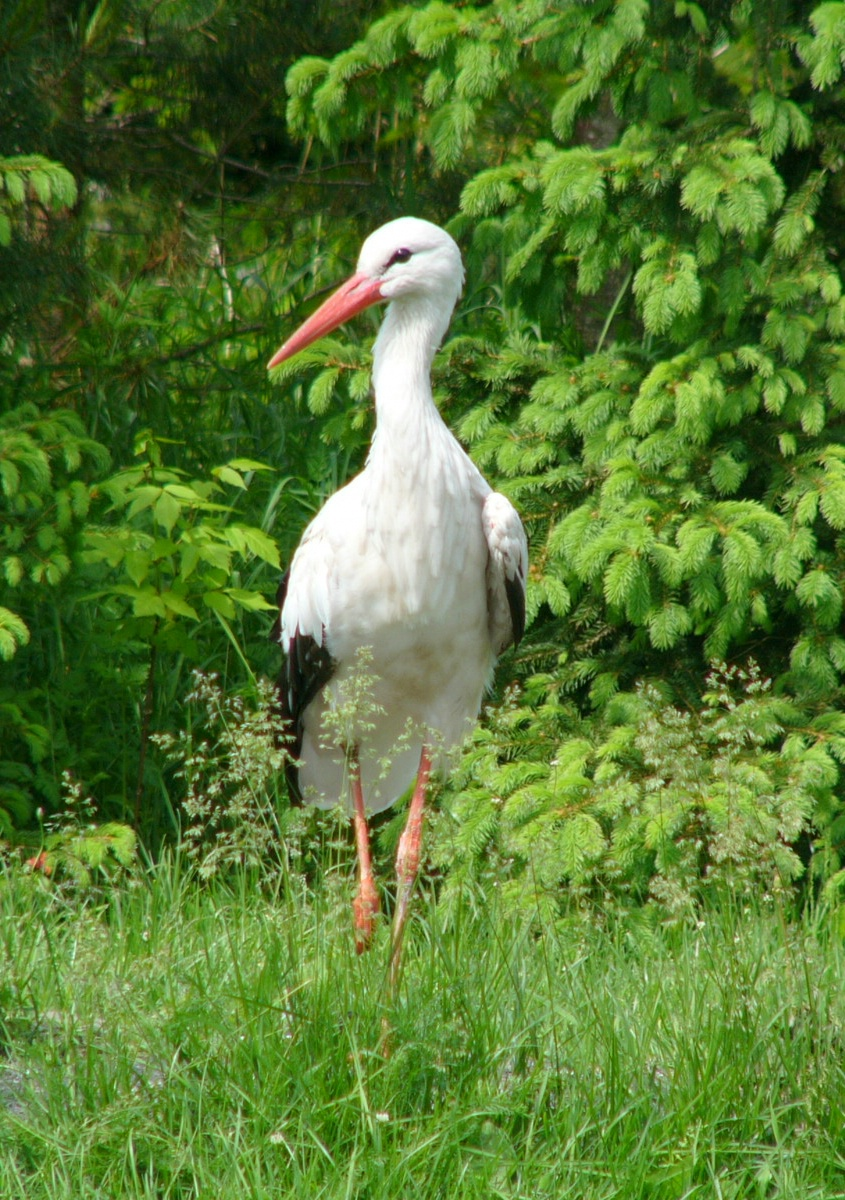
A fehér gólya (Ciconia ciconia) költöző madár, csak tavasszal és nyáron van Magyarországon, ősszel és télen elrepül délre

A világ 10000 madárfajából 371 fordul elő itt. A Kérem a következőt! című rajzfilmből Dr. Bubó egy uhubagoly, a macskabagoly (Strix aluco) nevét alkonyatkor hallható, erőteljes, nyávogásra emlékeztető hangjáról kapta. A szirti sas (Aquila chrysaetos) szárnyfesztávolsága a 2 métert is eléri, nálunk rendszeresen költ 1-3 pár az Északi-középhegységben, télen olykor a Hortobágyon lehet megfigyelni őket. A vándorsólyom (Falco peregrinus) kozmopolita ragadozómadár, a világ leggyorsabban repülő madara. A fácán (Phasianus colchicus) nálunk betelepített madárfaj, a kakasnak feltűnő a tollruhája, a tyúk egyszerű. A rózsás gödény (Pelecanus onocrotalus) és a borzas gödény (Pelecanus crispus) nálunk alkalmi vendégek.
|  |

| A fekete rigó jól ismert éneke |

A jégmadár (Alcedo atthis) egy víz közelében fészkelő madárfaj, hal a kedvence. A halászsas (Pandion haliaetus) nálunk átvonuló ragadozómadár, nem véletlenül az a neve, a halat a víz alatt lemerülve szerzi meg és kirepül a vízből, karmaival megfogja a sikamlós halat, amikor repül. Nálunk a rózsás flamingó (Phoenicopterus roseus) ritka vendég. A tőkés réce más néven vadkacsa (Anas platyrhynchos) gácsérja feje zöld, a tojója jelentéktelen tollazatú.

## Hüllők

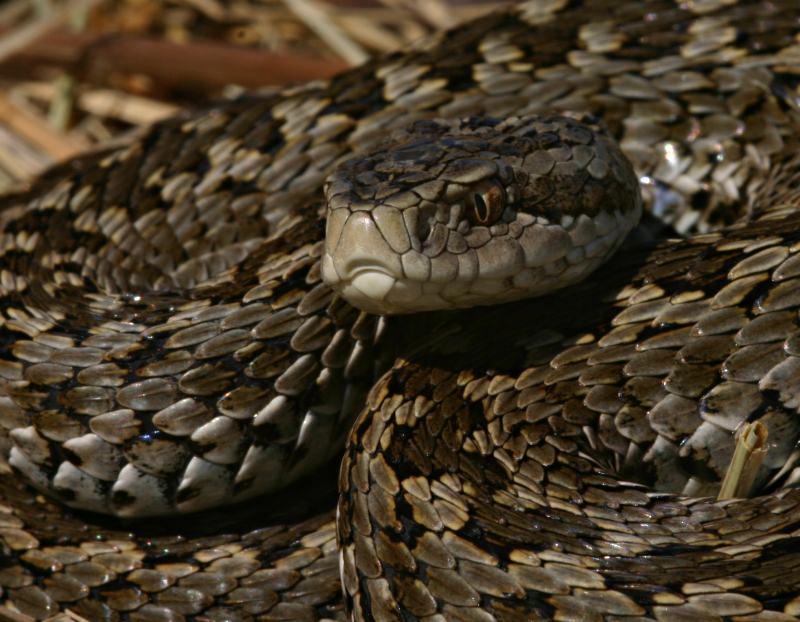
A rákosi vipera (Vipera ursinii rakosiensis) is csak Magyarországon fordul elő

A világ 7900 hüllőfajából 15 fordul elő Magyarországon. A mocsári teknős (Emys orbicularis) az egyetlen itteni teknősfaj, a faj nevéből ki lehet következtetni, hogy a mocsaras területeken él. A hüllőfajok többsége a pikkelyes hüllők rendjébe tartozik. Az elevenszülő gyíknak (Zootoca vivipara) van egy érdekessége, az anyaállat testébe fejlődnek a tojások, amíg az július-augusztusban le nem rakja őket. A keresztes vipera (Vipera berus) ez a kígyófaj a jellegzetes mintázatáról kapta nevét. Mérges kígyó, ritkán mar meg embert. A pannon gyík (Ablepharus kitaibelii fitzingeri) a vakondgyíkfélék avagy szkinkek családjának egyetlen itteni képviselője, a kárpát-medencei populációi el vannak szigetelve, a Pilisben, a Budai-hegységben, a Börzsönyben, a Bükk-vidéken, valamint a Duna-Tisza közén fordulnak elő. A hazai siklófélék marása nem mérgező, de a haragos sikló (Coluber caspius) a veszélyforrásokkal szemben agresszív tud lenni. Nálunk 5 siklófaj honos: erdei sikló (Elaphe longissima), haragos sikló (Coluber caspius), kockás sikló (Natrix tessellata), rézsikló (Coronella austriaca), vízisikló (Natrix natrix).   A kígyók gerinces állatok.